# 朱原貞
朱原貞（1370年—？），南直隸徽州府婺源縣人，明朝政治人物、進士出身。

## 生平
應天府鄉試第一百二十一名。建文二年，會試第二十五名；登進士第二甲第三十名，歷吏科都給事中，永樂二年改詹事府府丞，出為江西廣信府同知，卒于任内。
曾祖父朱祖彭、祖父朱復、父朱震達，有兄弟朱原厚、朱原昌、朱原和。